# Куртя Веке
Куртя Веке (на румънски: Curtea Veche — Стар двор) е княжеският дворец в Букурещ на влашките владетели, които са господари на страната.
Първите постройки на мястото, отредено за укрепление, са издигнати от Мирчо Стари. Влахо-българска грамота от 20 ноември 1459 г. указва, че Влад Цепеш мести престолнината на Влахия от Търговище около Стария княжески двор на Влахия или в Букурещ. Както сочи Блазиус Клайнер, легендата гласи, че Букурещ носи името на овчаря Букур. По времето на Влад Цепеш крепостта е заемала 700 кв. м. 
Първото и оригинално име на крепостта е Крепост Дъмбовица (на румънски: Cetatea Dâmboviţa) – по името на река Дъмбовица. Мирчо V Чобан възстановява и разширява крепостта до 25 декара, издигайки църква, посветена на Св.Антоний Велики, която днес е най-старата оцеляла постройка в Букурещ. От него време църквата се е използвала за коронация на влашките господари. Константин Бранковяну е следващият владетел, който отдава значимото на влашкия двор, издигайки монументални постройки с мраморни колони, стълби и картини. Дотогава резиденцията на влашките господари била изградена от дърво.
Александър Ипсиланти Старият решава да издигне Куртя Нова и изоставя резиденцията, а Константин Ханджери разрешава използването на строителния материал от постройките на Куртя Веке за нови строежи, с което приключва историята на резиденцията. Днес от нея, т.е. от крепостта и някогашния княжески дворец, са останали само руини. Археологически разкопки са проведени през 1967-1972 г. 